# Универзална генерализација
Увођење универзалног квантификатора, или универзална генерализација јесте математичко (прецизније, логичко) правило које казује да, уколико нека особина важи за произвољан објекат, тада она важи и за сваки објекат. Оно се може схватити и на следећи начин:
Нека је v произвољан објекат неког универзума.
Објекат v има особину .
Дакле, сваки објекат тог универзума има особину .
Правило се може схватити и на следећи начин: уколико произвољан објекат има неко својство, онда сваки објекат има то својство, иначе би, у случају да постоји неки који то својство не поседује, наступила контрадикција; јер, у случају да је баш тај (изузетак) одабран за произвољни, одабрани елемент не би имао то својство, што је у супротности са претпоставком.
Ово правило се математички обележава са:
{\displaystyle |v}

{\displaystyle |~~~~\vdots }

{\displaystyle |~~~~F(v)}

{\displaystyle {\frac {}{\forall vF(v)}}(\forall x_{U})}.